# Kissel Motor Car Company

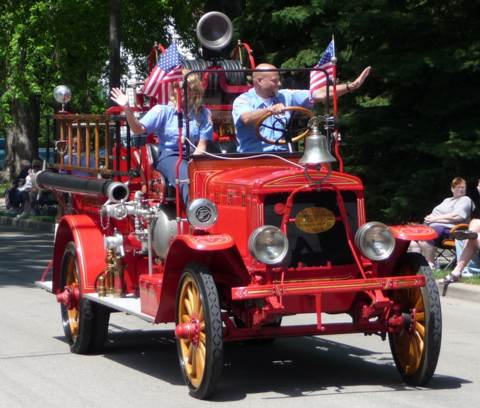
Un camion dei vigili del fuoco marca Kissel del 1920

La Kissel Motor Car Company è stata una casa automobilistica statunitense attiva dal 1906 al 1942.

## Storia
Nel 1857 Conrad Kissel (1812-1872) emigrò dalla Prussia a Addison in Wisconsin.
Suo figlio Ludwig "Louis" Kissel si trasferì ad Hartford sempre nel Wisconsin dove tra il 1883 e il 1890, insieme ai suoi quattro figli Adolph P., Otto P., William L. e George A., aprì diverse attività nel settore dell'edilizia, dell'elettricità e della riparazione e costruzione di motori. 
Gli affari prosperarono tanto che nel 1906 il figlio di Louis Kissel, Otto, fu tra i fondatori e il principale azionista della First National Bank di Hartford di cui divenne vice presidente.
Il 5 giugno 1906 Louis Kissel e due dei suoi figli, George e William fondarono la Kissel Motor Car Company per la produzioni di automobili e autocarri.
La casa costruì, su licenza della Four Wheel Drive Auto Company, il Model B, utilizzato durante la prima guerra mondiale dall'Esercito degli Stati Uniti e dai loro alleati.
Dopo la prima guerra mondiale gli affari si espansero in maniera rilevante ma la casa risentì in modo disastroso della crisi del 1929 da cui non si risollevò più tanto che fu costretta a chiudere ogni attività nel settore automobilistico nel 1931.
La Kissel proseguì la produzione di soli motori marini fino al 1942, anno della definitiva chiusura. 
Durante la sua attività la casa costruì circa 35.000 automobili.

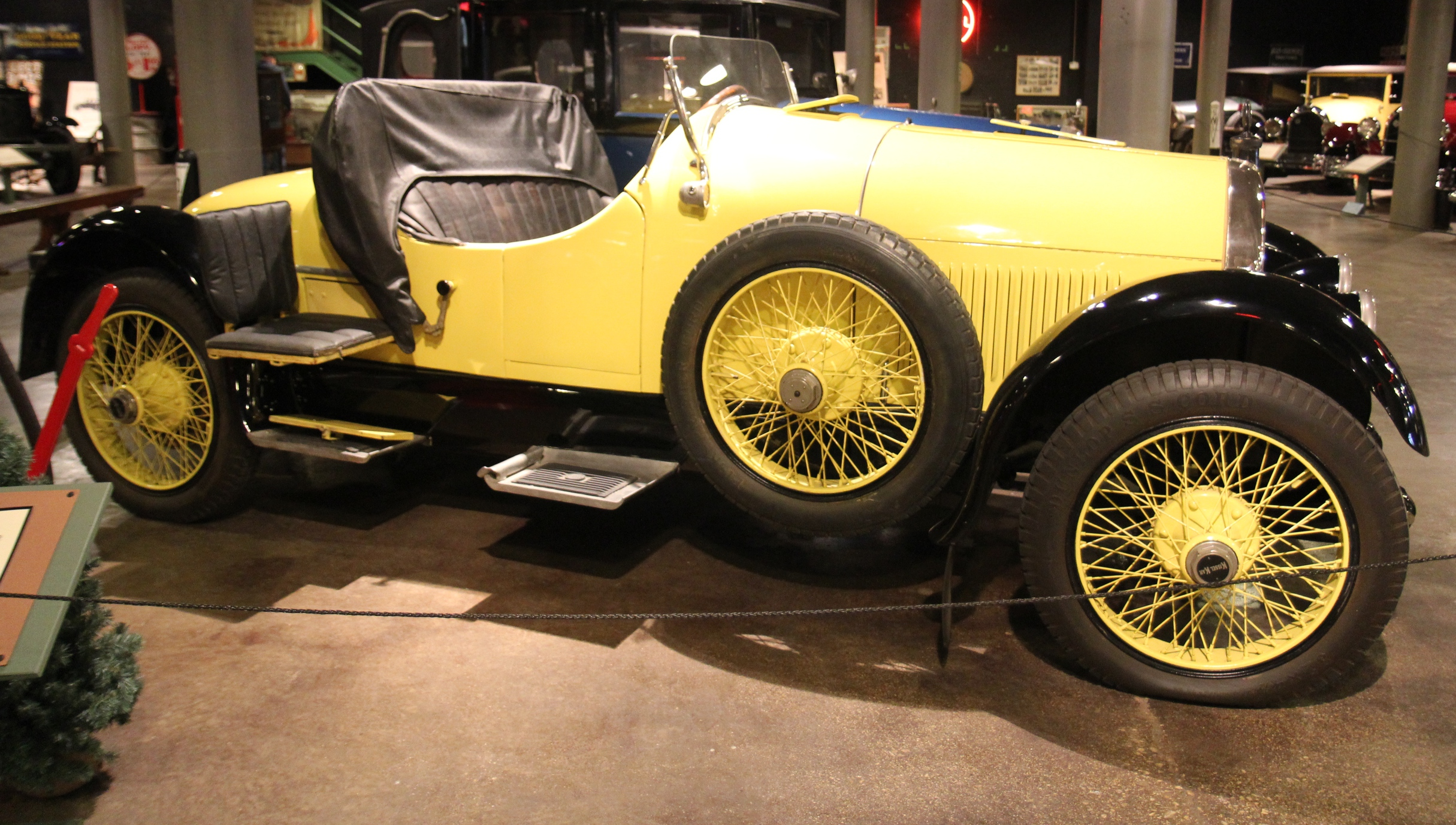
Una Kissel Gold Bug del 1921 al Wisconsin Automobile Museum.